# 심재민
심재민(沈載敏, 1994년 2월 18일~)은 KBO 리그 롯데 자이언츠의 투수인데 역대 롯데 부산 지역 고등학교 출신 2선발승 이상 기록한 투수 중 초등학교부터 부산에서 다니지 않은 선수는 본인(심재민)(초등학교 때까지 김해에서 생활)  외에도 배경환(중학교 때까지 마산 생활) 윤학길 (중학교(울산 학성중) 2학년 때 야구부가 있는 부산 동성중으로 전학)이 있다.

## 아마추어 시절
개성고등학교를 졸업하고 kt 위즈의 특별 우선 지명을 받아 계약금 2억 5,000만원의 조건으로 입단했다. 그러나 입단 직전 팔꿈치 부상으로 토미 존 수술을 받아 2014년에는 재활에 전념했는데 이에 앞서 리틀야구(김해엔젤스리틀) 시절부터 유명세를 떨쳤지만   고교 시절 팔꿈치 수술을 한 탓인지 두 번 유급한 경력이 있었다.

## kt 위즈시절
2014년에 입단하였다. 2015년 3월 28일 롯데 자이언츠와의 경기에 구원 등판하며 데뷔 첫 경기를 치렀고, 경기에서 0.2이닝 무실점을 기록했다.

## 롯데 자이언츠시절
2023년 5월 19일 당시 롯데 자이언츠 소속이었던 이호연과 1:1 트레이드를 통해   이적하였으나 KT는 본인(심재민) 이적 뿐 아니라  조현우가 2022년 수술 여파로 이 해(2023년) 1군에 올라오지 못한 탓인지 쓸만한 왼손 불펜 부재에 시달려 한국시리즈에서 1차전 승리 후 4연패하여 준우승에 머물렀다.
한편, 롯데 이적 후 불펜 투수로만 등판하여 안정적인 피칭을 자랑했으나 나균안 박세웅이 아시안게임 차출로 자리를 비우자 선발 로테이션에 합류한 뒤 이적 후 선발로만 2승을  기록했다.

## 출신 학교
- 장유초등학교 (김해엔젤스리틀)
- 개성중학교
- 개성고등학교
- 전남과학대학교

## 통산 기록
| 연도 | 팀명  | 평균자책점 | 경기 | 완투 | 완봉 | 승 | 패 | 세 | 홀 | 승률  | 타자 | 이닝 | 피안타 | 피홈런 | 볼넷 | 사구 | 탈삼진 | 실점 | 자책점 |
| ---- | ----- | ---------- | ---- | ---- | ---- | -- | -- | -- | -- | ----- | ---- | ---- | ------ | ------ | ---- | ---- | ------ | ---- | ------ |
| 2015 | kt    | 6.87       | 50   | 0    | 0    | 2  | 3  | 0  | 1  | 0.400 | 270  | 56⅓  | 68     | 3      | 41   | 7    | 29     | 45   | 43     |
| 2016 | kt    | 5.47       | 59   | 0    | 0    | 2  | 3  | 0  | 7  | 0.400 | 255  | 54⅓  | 75     | 4      | 24   | 5    | 30     | 36   | 33     |
| 2017 | kt    | 5.18       | 64   | 0    | 0    | 1  | 7  | 0  | 13 | 0.125 | 344  | 74⅔  | 86     | 11     | 31   | 4    | 69     | 48   | 43     |
| 2018 | kt    | 4.61       | 44   | 0    | 0    | 4  | 5  | 2  | 3  | 0.444 | 179  | 41   | 47     | 5      | 17   | 2    | 36     | 25   | 21     |
| 2021 | kt    | 2.89       | 28   | 0    | 0    | 0  | 1  | 0  | 1  | 0.000 | 189  | 46⅔  | 41     | 4      | 11   | 0    | 35     | 15   | 15     |
| 2022 | kt    | 3.74       | 44   | 0    | 0    | 4  | 1  | 0  | 6  | 0.800 | 184  | 43⅓  | 41     | 4      | 16   | 2    | 21     | 19   | 18     |
| 2023 | 롯데  | 3.78       | 33   | 1    | 0    | 3  | 1  | 0  | 6  | 0.750 | 218  | 47⅔  | 57     | 2      | 18   | 1    | 29     | 23   | 20     |
| 통산 | 6시즌 | 4.92       | 322  | 1    | 0    | 16 | 21 | 2  | 37 | 0.432 | 1639 | 415  | 358    | 33     | 158  | 21   | 249    | 211  | 193    |